# Île Otter
L'île Otter  (île de la Loutre) est une petite île inhabitée de l'archipel Pribilof dans la mer de Bering, au large de la côte occidentale de l'Alaska. Elle est située à moins de 10 km au sud-ouest de l'île Saint-Paul.
Sa superficie est de 0,67 km² et son point culminant est à 285 mètres au-dessus de la mer.
On pratique la chasse aux environs de l'île.